# CD Atlético Valladolid
Ne doit pas être confondu avec le Balonmano Valladolid, club disparu en 2014.
Le CD Atlético Valladolid ou Recoletas Atlético Valladolid pour des raisons de sponsoring, est un club espagnol de handball situé à Valladolid, dans la communauté autonome de Castille et Léon. Fondé en 2014 à la suite de la disparition du BM Valladolid, il évolue depuis 2016 au sein du Championnat d'Espagne.
Maillots
Actualités
Dernière mise à jour : 10 janvier 2025.

## Histoire

### Création et débuts (2014-2016)
En 2014, le BM Valladolid est relégué sportivement après trente-six années passée dans le Championnat d'Espagne. De plus, il fait face à d’importantes difficultés financières, et doit déposer le bilan, entraînant sa disparition.
Pour éviter la disparition du handball professionnel dans la ville, le CD Atlético Valladolid est créé le 4 juin 2014. Il acquiert gratuitement le 30 juin de la même année une place pour le prochain Championnat d'Espagne de D2, autrefois détenue par le club de Pozoblanco.
Lors de sa première saison, le club termine à la quatrième place de la deuxième division, lui permettant de participer à la phase d’accession. Néanmoins, le club est défait en finale, après prolongation, contre le Balonmano Sinfín, sur le score de 36 à 35, et n’accède pas à l’élite. En coupe du Roi, le club atteint les huitièmes de finale, battu par le BM Huesca.
Pour la saison 2015-2016, le club change son organigramme et voit l’arrivée de Mario Arranz comme président du club, poste qu’il occupe toujours. L’objectif pour la nouvelle direction est de poursuivre l’effort visant à faire accéder le club en 1ère division.
Cette deuxième année pour le club sera celle de tous les succès, avec notamment le titre de seconde division, en remportant 28 matchs sur 30, avec un total de 57 points, ce qui constitue un record pour le championnat. Le club termine aussi avec la meilleure attaque, preuve du jeu offensif qui séduit 1946 personnes en moyenne tout au long de la saison, soit la deuxième meilleure affluence du pays. Néanmoins, le club est éliminé dès le premier tour en coupe.

### Maintien en Liga Asobal (2016-…)
Pour sa première saison dans l’élite, l’effectif est composé d’une part par de nombreux jeunes talents, et d’autre part par des joueurs vétérans qui vont apporter leur expérience pour obtenir le maintien. Le club fait même mieux que de se maintenir, car il termine la saison à la huitième place, principalement grâce à ses 12 victoires à domicile (contre seulement 2 à l’extérieur).
Lors de la saison 2017-2018, le club traverse une période plus délicate, avec un changement d’entraîneur à la mi-saison, Nacho González étant remplacé par David Pisonero. Sur le plan compétitif, l’équipe termine à la neuvième place du championnat d’Espagne et atteint les quarts de finale de la coupe du roi, défait par le FC Barcelone.
Entre 2018 et 2021, le club se situe dans le ventre mou du championnat, terminant entre les 7e et 10e places, ce qui lui permet de se maintenir aisément.
Lors de la saison 2021-2022, le club ne passe pas loin de la relegation en deuxième division en terminant avec 1 point d’avance sur le BM Sinfín, barragiste, et 2 points d’avance sur le BM Nava, premier relégué. 
Durant la saison 2022-2023, le club se hisse en demi-finale de la coupe du roi, ne s’inclinant que face au CB Ciudad de Logroño sur le score de 29 à 27.

## Historique

### Palmarès
- Championnat d'Espagne masculin de handball de deuxième division : 2016

### Résultats annuels
| Saison    | Niveau | Division                | Place | Coupe du Roi   | Coupe ASOBAL |
| --------- | ------ | ----------------------- | ----- | -------------- | ------------ |
| 2014-2015 | 2      | División de Honor Plata | 4     | 1/8 de finale  | NQ           |
| 2015-2016 | 2      | División de Honor Plata | 1     | 1re tour       | NQ           |
| 2016-2017 | 1      | Liga ASOBAL             | 8     | 1/16 de finale | NQ           |
| 2017-2018 | 1      | Liga ASOBAL             | 9     | 1/4 de finale  | NQ           |
| 2018-2019 | 1      | Liga ASOBAL             | 7     | 1/16 de finale | NQ           |
| 2019-2020 | 1      | Liga ASOBAL             | 10    | 1/8 de finale  | NQ           |
| 2020-2021 | 1      | Liga ASOBAL             | 9     | ?              | NQ           |
| 2021-2022 | 1      | Liga ASOBAL             | 13    | 1/8 de finale  | NQ           |
| 2022-2023 | 1      | Liga ASOBAL             | 10    | 1/2 finale     | NQ           |
| 2023-2024 | 1      | Liga ASOBAL             | 7     | 1/8 de finale  | NQ           |